# فردا آفتابی است
فردا آفتابی است یک مجموعه تلویزیونی محصول سال ۱۳۷۸ به کارگردانی مسعود رشیدی می‌باشد که از شبکه دو پخش شد.

## بازیگران
- اصغر فریدی ماسوله
- امیر آشنا
- حمید پیش‌قدم
- حمید دلشکیب
- حمید مهرآرا
- رحمت یخچالیان
- رزا آرایش
- فرخ عظیم‌زاده
- لوریک میناسیان
- لیلا بوشهری
- محسن قبادی
- محمود بهرامی
- ملکه رنجبر
- منوچهر والی‌زاده
- مهدیس عزیزپور
- مهری آل‌آقا[۱]
- نادر رجب‌پور